# Укаткан
Укаткан (каз. Үкіатқан) — село в Узункольском районе Костанайской области Казахстана. Входит в состав Фёдоровского сельского округа. Код КАТО — 396663200.

## Население
В 1999 году население села составляло 270 человек (132 мужчины и 138 женщин). По данным переписи 2009 года, в селе проживал 181 человек (92 мужчины и 89 женщин).